# Мария Тереза Тосканская
Мария Тереза Тосканская (итал. Maria Teresa d'Asburgo-Lorena di Toscana; 21 марта 1801 — 12 января 1855) — королева Сардинского королевства (1831—1849). Мать первого короля Италии.

## Биография
Дочь великого герцога Тосканского Фердинанда III и Луизы Бурбон-Сицилийской. Мария Тереза родилась в Вене во время изгнания её родителей после вторжения войск Наполеона I. Через год после рождения умерла её мать.
После реставрации 1814 года Мария Тереза переехала с семьёй в Вюрцбург.
30 сентября 1817 года во Флоренции она вышла замуж за принца Карла Альберта, будущего короля Сардинии Карла Альберта. В браке родилось трое детей:
- Виктор Эммануил II (1820—1878)
- Фердинанд (1822—1855)
- Мария Кристина (1826—1827)

Мария Тереза посвятила много времени образованию своих детей.
27 апреля 1831 года скончался король Карл Феликс. Мария Тереза с мужем были объявлены новым королём и королевой Сардинского королевства.